# Fonte dos Granjinhos
A Fonte dos Granjinhos está localizada junto ao Palácio do Raio, em Braga, Portugal.
É uma fonte renascentista de espaldar rectangular. Possui uma bica carranca e cartelas com inscrições.
Foi mandada construir pelo Arcebispo D. Diogo de Sousa do qual ostenta o brasão.
Originalmente estava no lugar dos Granjinhos, nos anos 60 do Século XX, durante a ampliação do hospital, foi mudada para o muro que serve de suporte à Igreja de São Sebastião.

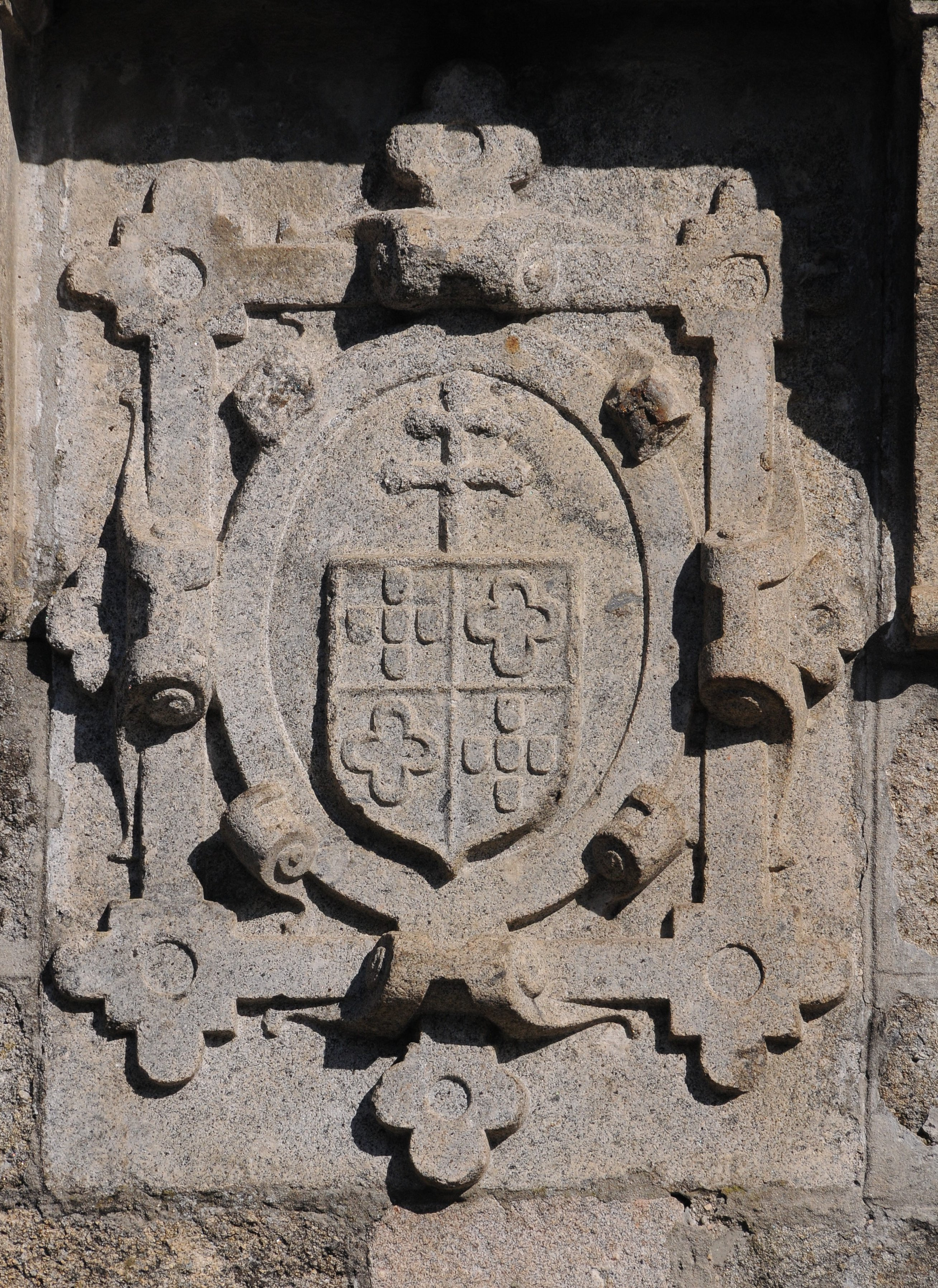
Brasão do Arcebispo D. Diogo de Sousa

Em março de 2016 foi desmontada e deslocada para junto do Palácio do Raio, muito perto do seu local original.
Encontra-se classificada como Monumento de Interesse Municipal.